# Tanzac
Tanzac ist eine westfranzösische Gemeinde mit 296 Einwohnern (Stand 1. Januar 2022) im Département Charente-Maritime in der Region Nouvelle-Aquitaine.

## Lage
Tanzac liegt in der alten Kulturlandschaft der Saintonge etwa 28 Kilometer (Fahrtstrecke) südlich von Saintes bzw. etwa 7,5 Kilometer westlich von Pons. Der Hauptort des Gemeindeverbands, Gémozac, liegt etwa 4,5 Kilometer westlich.

## Bevölkerungsentwicklung
| Jahr      | 1968 | 1975 | 1982 | 1990 | 1999 | 2006 | 2016 |
| Einwohner | 288  | 262  | 248  | 230  | 251  | 256  | 316  |

In der ersten Hälfte des 19. Jahrhunderts lagen die Einwohnerzahlen stets über 500; danach sorgte die Reblauskrise im Weinbau und die Mechanisierung der Landwirtschaft für einen stetigen Rückgang. Aufgrund der relativen Nähe zu den Städten Saintes und Pons und der vergleichsweise günstigen Miet- und Grundstückspreise ist die Bevölkerungszahl von Tanzac in den letzten Jahren wieder leicht angestiegen.

## Wirtschaft
Landwirtschaft und Weinbau bestimmen seit Jahrhunderten das Wirtschaftsleben des Ortes, der daneben auch als Handels-, Handwerks- und Dienstleistungszentrum für die – mittlerweile weitgehend verschwundenen – Weiler und Einzelgehöfte im Umland fungierte. Die Böden der Gemeinde gehören zum Anbaugebiet der Bons Bois des Weinbaugebietes Cognac, doch wird auf vielen Ackerflächen auch Getreide (Weizen, Mais) angebaut. Seit den 1980er Jahren ist der Tourismus (Vermietung von Ferienwohnungen) als Einnahmequelle hinzugekommen.

## Geschichte
Zur Geschichte von Tanzac liegen kaum Informationen vor. Die romanische Kirche lässt jedoch darauf schließen, dass der Ort bereits im Mittelalter existierte. Ob der Ort im Hundertjährigen Krieg (1337–1453) in Mitleidenschaft gezogen wurde, ist nicht überliefert. Auch von Übergriffen und Zerstörungen während der Hugenottenkriege (1562–1598) oder der Französischen Revolution ist nichts bekannt.

## Sehenswürdigkeiten
Siehe auch: Liste der Monuments historiques in Tanzac
Die einschiffige Pfarrkirche Saint-Saturnin ist ein Bau des 12. Jahrhunderts mit einem weitgehend schmucklosen, aber architektonisch ausgereiften Archivoltenportal an der Westfassade und einer – durch sechs Halbsäulenvorlagen vertikal sowie durch einen umlaufenden Klötzchenfries horizontal gegliederten – Apsis im Osten. Das breitausladende und unüblicherweise westlich der Vierung befindliche Querhaus mit seinen beiden östlichen, im Äußeren völlig ungegliederten Apsiden wurde wahrscheinlich wenig später hinzugefügt. Das hochaufragende Glockengeschoss des Vierungsturms könnte ebenfalls einer zweiten Bauphase entstammen – es steht jedenfalls in einem starken Kontrast zum Mittelgeschoss mit seinen Blendbögen. Beachtenswert sind auch die unterhalb der Dachtraufen befindlichen Konsolenfriese – einige Konsolen sind als menschliche Köpfe gestaltet. Der eigentliche Kirchenraum besitzt ein Holzgewölbe; die drei Apsiden haben jeweils eine Kalotte, wobei die südliche gegen Ende des 13. Jahrhunderts mit einem Christus-Pantokrator-Fresko ausgemalt wurde – in der Mitte thront Christus in einer Mandorla, er ist umgeben von den vier Evangelistensymbolen. In perfekter Steinmetztechnik ausgeführt ist der gesamte Vierungsbereich mit seiner in den Ecken von vier Trompen unterfangenen Segmentkuppel; hier finden sich auch einige spätromanische Blattkapitelle. Zu erwähnen ist auch die im 18. Jahrhundert aus rötlichem Stein gefertigte Kanzel an der Nordwand. Der Kirchenbau ist seit 1958 als Monument historique anerkannt.

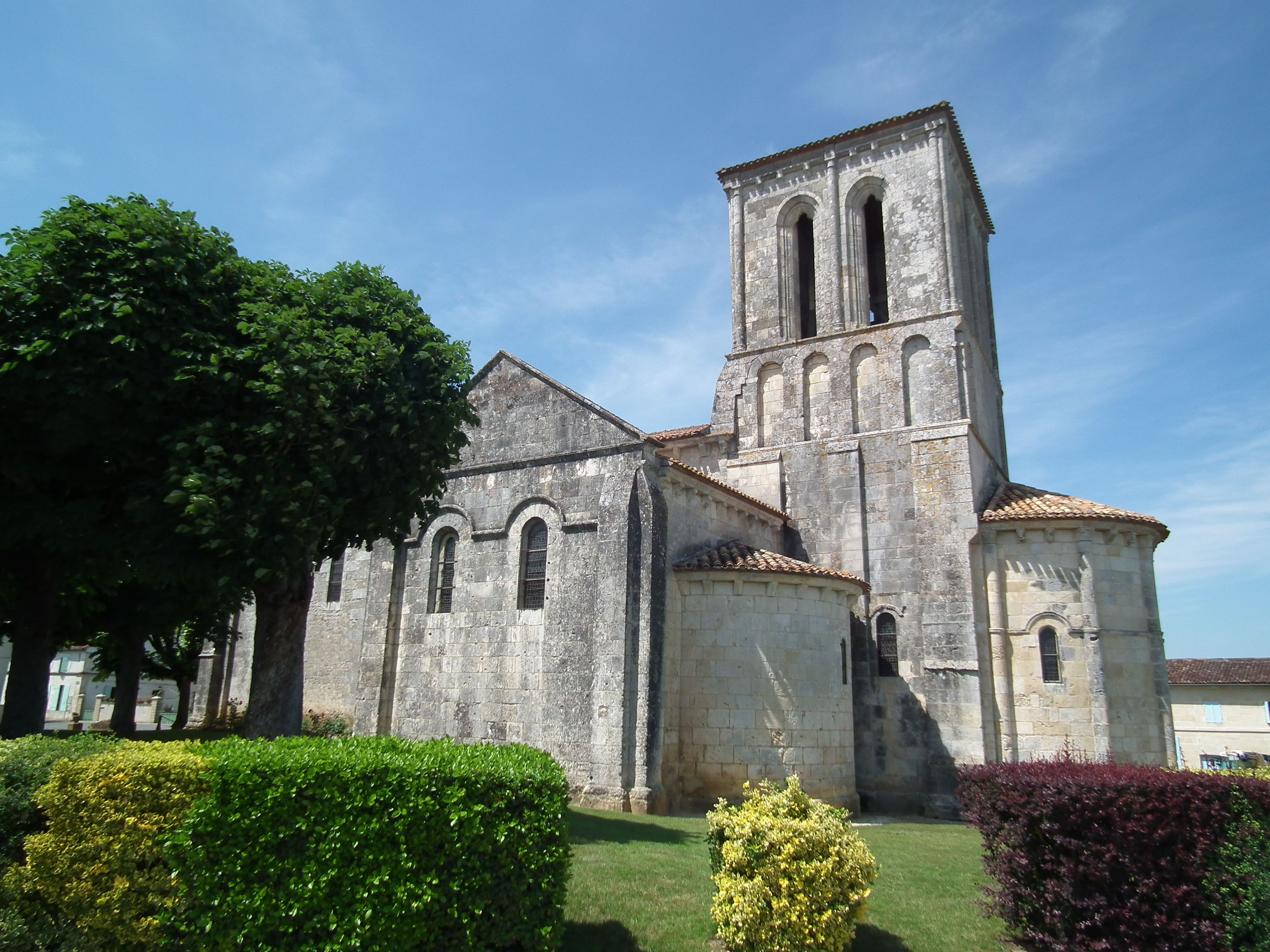
Ostseite
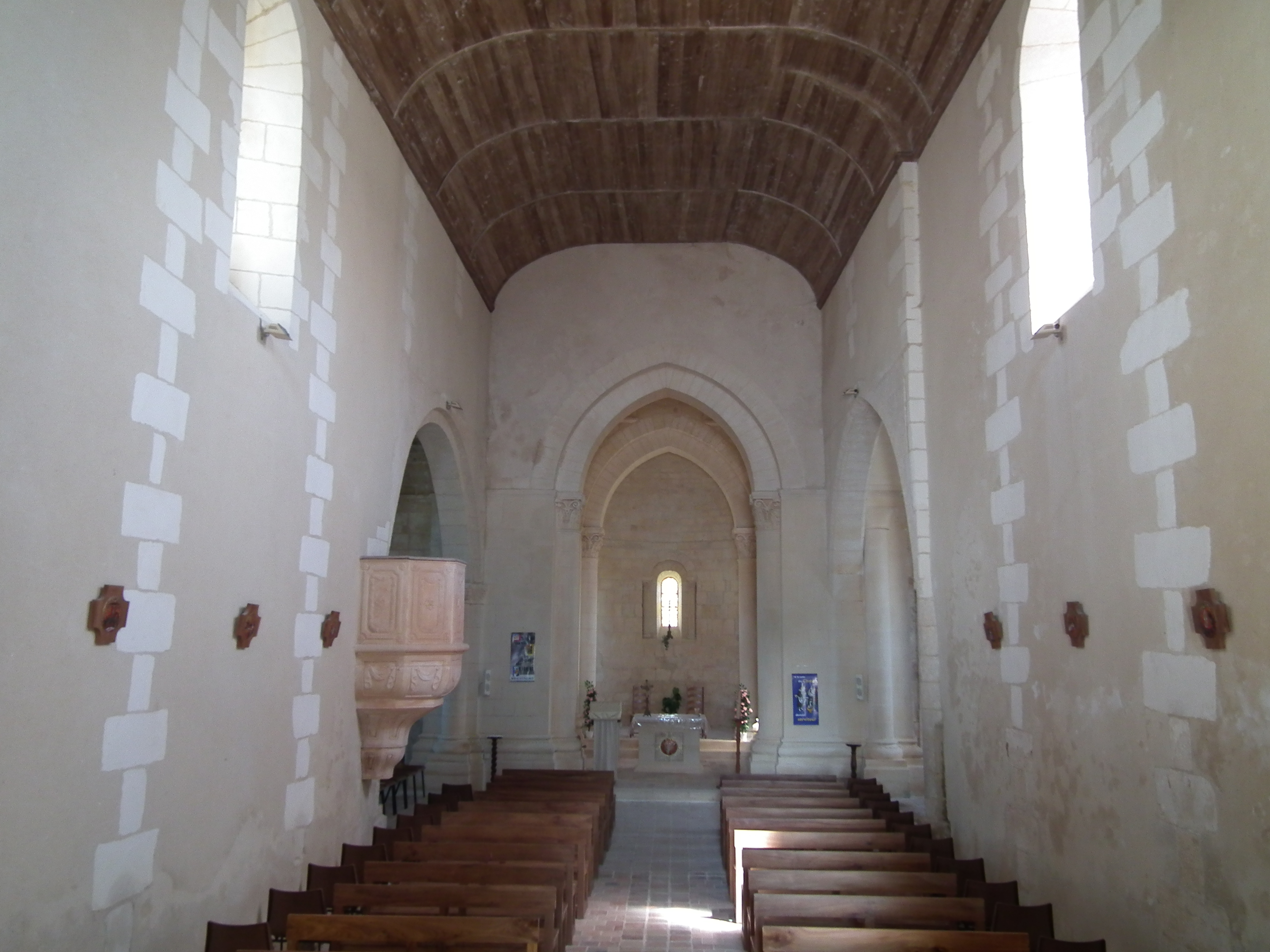
Kirchenschiff
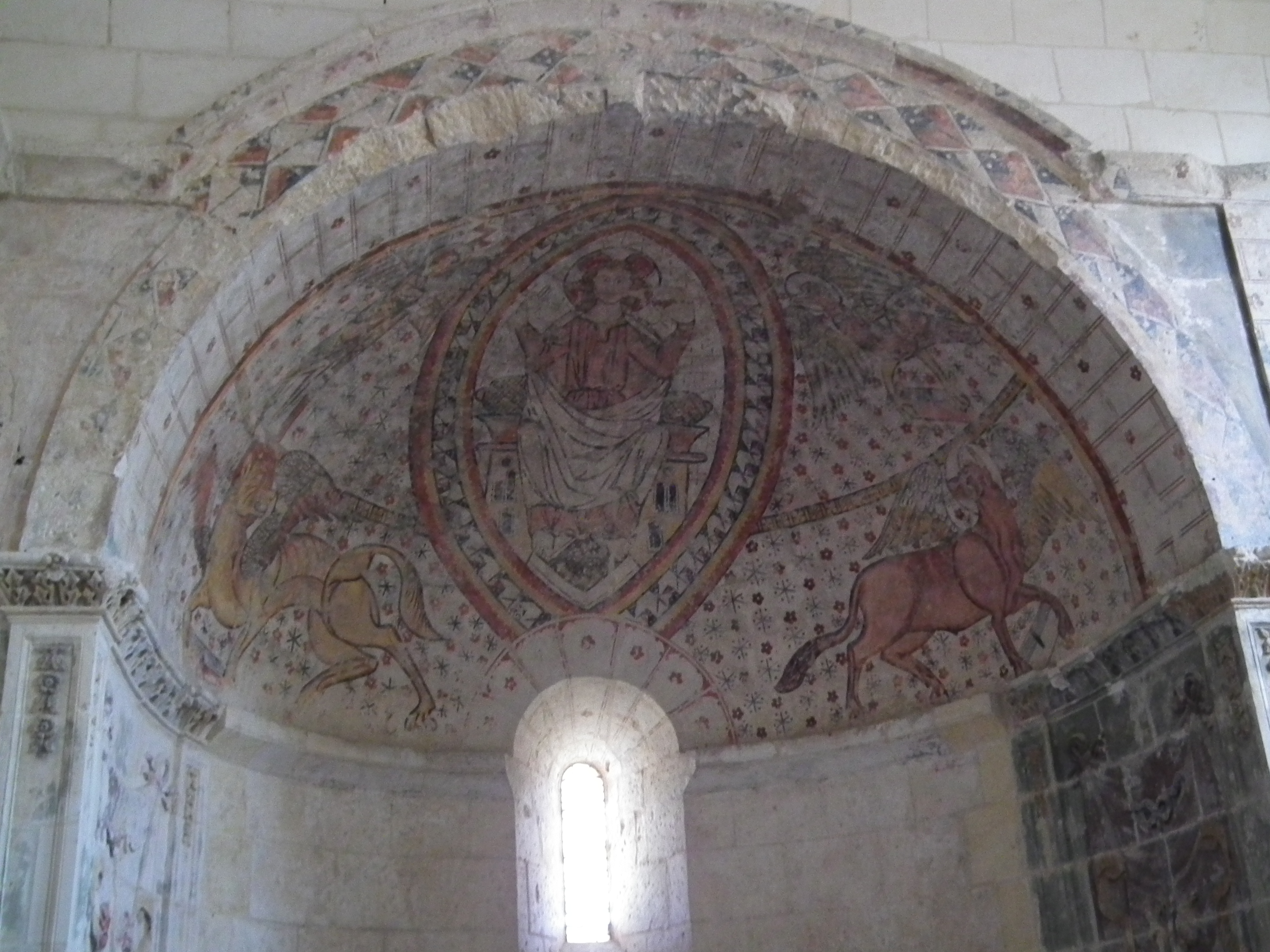
Apsisfresko
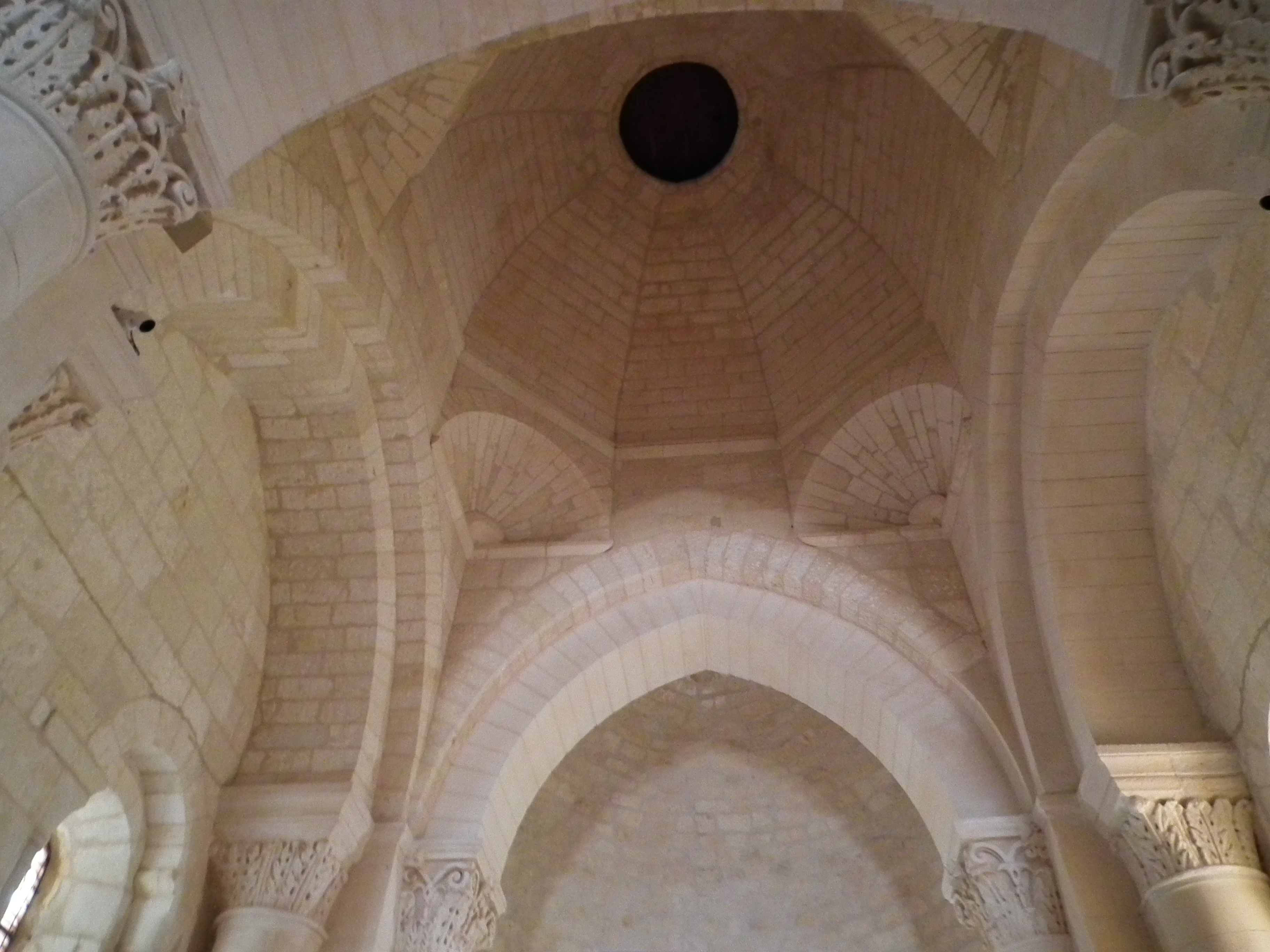
Kuppelgewölbe mit Trompen